# Tonny van der Linden

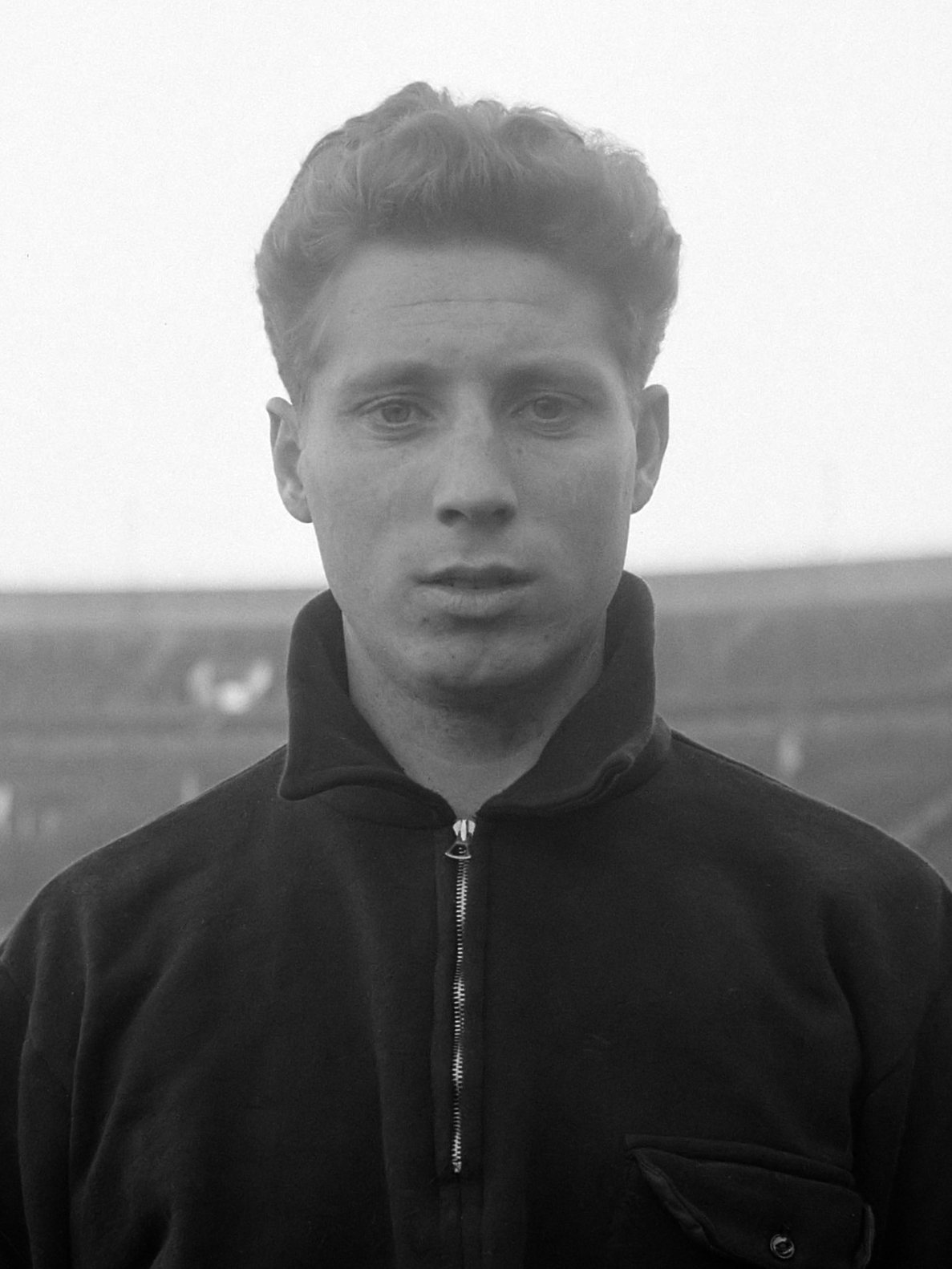
Tonny van der Linden (1957)

Anthonie „Ton“ oder „Tonny“ van der Linden (* 29. November 1932 in Zuilen bei Utrecht; † 23. Juni 2017 in Vianen) war ein niederländischer Fußballspieler, der 1958 mit dem Utrechter Club DOS niederländischer Meister wurde und in 24 Spielen für die niederländische Nationalmannschaft 17 Tore erzielte.

## Vereinskarriere
Van der Linden begann mit zwölf Jahren bei Voorwaarts, mit 17 wechselte der Mittelstürmer zu DOS (Door Oefening Sterk), einem Vorgängerverein des heutigen FC Utrecht, mit dem er ab 1956 in der neuen Eredivisie spielte. In insgesamt zwölf Spielzeiten in der Ehrendivision machte er für DOS 208 Tore; die wichtigsten davon in der Saison 1957/58: mit 27 Treffern hatte er großen Anteil daran, dass DOS die Saison punktgleich mit dem SC Enschede an der Tabellenspitze abschloss, so dass ein Entscheidungsspiel um die Meisterschaft nötig wurde. In der dritten Verlängerung von je siebeneinhalb Minuten sorgte Mannschaftskapitän Van der Linden in dieser Partie mit seinem Treffer zum 1:0 dafür, dass Altstar Abe Lenstra mit seinem Twenter Club das Nachsehen hatte – das wichtigste Tor in der Utrechter Fußballgeschichte. Was nach dem Golden Goal geschah, schilderte die Wochenzeitschrift Sport en Sportwereld in ihrer nächsten Ausgabe: „Noch im selben Moment war Van der Linden verschwunden, begraben unter seinen Mitspielern. Wenig später erschien er wieder, nun auf den Schultern der vielen Utrechter Anhänger, die mittlerweile den Rasen in Besitz genommen hatten.“ Zum ersten und einzigen Mal in seiner Geschichte war der Utrechter Verein niederländischer Meister. Auch im Europapokal der Landesmeister 1958/59 erzielte er in den beiden Spielen gegen Sporting Lissabon ein Tor; in drei weiteren Spielzeiten spielte er im Messepokal, elfmal mit DOS und in der Saison 1962/63 weitere dreimal mit Stad Utrecht, einer ersten Spielgemeinschaft der später zum FC Utrecht fusionierten Vereine; sechs Tore stehen aus diesen Spielen bei ihm zu Buche.
Van der Linden blieb in Utrecht, obwohl er Angebote aus Spanien und Italien erhielt, obwohl Ajax Amsterdam und der GVAV ihn wollten. Obwohl er in der Meistersaison nur 5.000 Gulden verdiente, Meisterprämie inklusive; obwohl ihm der AC Florenz ein Jahressalär von 100.000 Gulden anbot, zuzüglich Siegprämien; obwohl ein Agent des FC Valencia vor seiner Tür stand und ihn gleich mitnehmen wollte. Mal war Grund sein Verein DOS, der auf Vertragserfüllung bestand; mal der niederländische Fußballverband KNVB, der ihm androhte, ihn nicht mehr in die Nationalmannschaft zu berufen; zu Ajax ging er nicht, weil er die Amsterdamer nicht mochte. Auch ein Verein aus Sheffield war an ihm interessiert, er flog sogar zu einer Verhandlung nach England, „ich weiß aber nicht mehr, ob es Sheffield United oder Sheffield Wednesday war“, sagte er später. Was er noch wusste, war, dass es ihm in der Industriestadt zwischen „rauchenden Schloten und grauen Wohngebieten, in der die Sonne niemals schien“ nicht gefallen hatte. Lieber arbeitete der bescheidene Tonny weiter nebenher in der Klempnerei seines Vaters, der seine Bekanntheit allerdings durchaus half, den Umsatz zu erhöhen.
All diese Bescheidenheit und Widrigkeiten, die – wenn auch oft erzwungene – Treue zum Verein waren DOS nichts wert. Als Van der Linden nach siebzehn Jahren bei DOS das Auslaufen seines Vertrags 1967 zum Wechsel nutzte, erhielt er zum Abschiedsspiel gegen Ajax vom ungeliebten Gegner ein Andenken mit entsprechender Inschrift. Vom eigenen Vereinsvorsitzenden erhielt er einen Umschlag; als er diesen später öffnete, war er leer. Van der Linden wechselte zum Stadtrivalen USV Elinkwijk in die Eerste Divisie. Bei dem unterklassigen Club verdiente er anschließend mehr als bei dem Topverein, den er Jahre zuvor zur Meisterschaft geschossen hatte. Als Elinkwijk mit DOS und Velox drei Jahre später zum FC Utrecht fusionierte, hatte Van der Linden seine Laufbahn bereits beendet.

## Nationalmannschaft
Van der Lindens Debüt in der Elftal ging gründlich schief. Im Santiago-Bernabéu-Stadion durfte er am 30. Januar 1957 beim 1:5 gegen Spanien erstmals neben Faas Wilkes und Coen Moulijn für Oranje auf Torejagd gehen. Doch den drei Treffern Alfredo Di Stéfanos sowie zwei weiteren von Kubala und Garay konnte nur Tinus Bosselaar einen Treffer zum zwischenzeitlichen 1:4 entgegensetzen. Nach dem Spiel machte Torhüter Frans de Munck den Debütanten für die Niederlage verantwortlich; hätte das Team mit seinem Vereinskameraden Bram Appel von Fortuna '54 gespielt – der in den beiden vorhergehenden Länderspielen jeweils doppelt getroffen hatte – meinte er, wäre es anders ausgegangen. Dies hat Van der Linden dem Torhüter nicht verziehen, auch nicht, nachdem de Munck noch im selben Jahr ebenfalls zu DOS wechselte.
Van der Lindens bestes Länderspiel war nach seiner eigenen Einschätzung die Begegnung im Amsterdamer Olympiastadion gegen Bulgarien am 3. April 1960. Mit ihm, de Munck und dem Debütanten Humphrey Mijnals von USV Elinkwijk standen drei Utrechter Spieler in der Mannschaft. Drei Tore erzielte Van der Linden in diesem Match gegen Torhüter Nadenow, sein zweiter Dreierpack in Folge, nachdem er bereits im November zuvor beim 7:1 gegen Norwegen dreimal den Ball im gegnerischen Kasten untergebracht hatte. „Länder wie Bulgarien oder Ungarn lagen mir mehr als zum Beispiel Belgien, gegen die ich nie gut ausgesehen habe. Deren Spielstil lag mir nicht, während es gegen technisch versierte Gegenspieler meist gut lief“, sagte er rückblickend. (Zitiert nach)
Sein letzter Einsatz in der Nationalmannschaft kam am 11. September 1963 im Achtelfinale der EM 1964. Gegen Luxemburg erreichte Oranje in Amsterdam nur ein 1:1-Unentschieden und schied im Rückspiel in Rotterdam (beide Spiele fanden in den Niederlanden statt) mit einer 1:2-Niederlage aus; Klaas Nuninga, der beim 1:1 das Tor erzielt hatte, übernahm danach Van der Lindens Position im Sturm der Niederländer. Dass es nicht mehr als 24 Spiele in der Nationalelf wurden, lag daran, dass er so lange bei DOS blieb und nicht zu einem Topklub wechselte, sagt sein ehemaliger Mannschaftskamerad Moulijn.

## Nach der aktiven Zeit
Tonny van der Linden lebte mit seiner Frau Anneke in einem Reihenhaus in Vianen und betrieb im Utrechter Stadtteil Tuinwijk einen Tabakwarenladen.

## Zitate
„Er war mal das, was van Nistelrooij jetzt ist: der beste Mittelstürmer der Niederlande.“

„Er schrieb mit diesem Tor eigentlich seine gesamte Biografie.“